# Ary Mantovani
Ary Mantovani (Águas de Lindóia, 3 de julho de 1924 - 26 de setembro de 2018) foi um ex-futebolista brasileiro, que jogou no Palmeiras.
Ficou conhecido por ter feito dois gols olímpicos no mesmo jogo, em 5 de outubro de 1946, na goleada palmeirense por 6 a 2 sobre a Portuguesa Santista, no Estádio Palestra Itália. A FIFA não tinha nenhum registro de igual feito em partidas oficiais entre times profissionais até a proeza ter sido igualada por Paul Owens, jogador do Coleraine, durante o Campeonato Norte-Irlandês de Futebol, em 21 de janeiro de 2012.
Começou a carreira no Clube Mogiana, de Campinas, em 1943, de onde se transferiu para o Comercial e chegou ao Palmeiras em 1945, conquistando o Campeonato Paulista em 1947. Em janeiro de 1949, encerrou a carreira, atendendo ao chamado de seu pai para administrar o hotel da família em sua cidade natal. No total, jogou 100 vezes com a camisa do Palmeiras, marcando 41 gols.